# 흥국에프엔비
흥국에프엔비(Hyungkuk F&B Co. Ltd.)는 대한민국의  식음료 제조업자개발생산(ODM) 기업이다. 본사는 서울특별시 강남구 삼성로 546 (삼성동, 흥국에프엔비빌딩)에 위치해 있으며 대표이사는 박철범이다.

## 상장
2015년 8월 7일 공모가 20,000원에 상장하였다.

## 참고문헌
1. ↑  IBK투자證 “흥국에프엔비, 하반기 판매 제품 다변화 가능성↑”, 보내다, 2023-06-23
2. ↑  박철범 흥국에프엔비 대표 "푸드 유통사 M&A 추진...해외시장 개척 원년", 뉴스핌, 2023년 11월 14일